# Lachnaea pedicellata
Lachnaea pedicellata är en tibastväxtart som beskrevs av Beyers. Lachnaea pedicellata ingår i släktet Lachnaea och familjen tibastväxter. Inga underarter finns listade i Catalogue of Life.